# Jan Pronk (cyclisme)
Ne doit pas être confondu avec Jan Pronk.
Jan Pronk, né le 19 octobre 1918 à Le Helder et mort le 15 mars 2016 à Egmond aan Zee, est un coureur cycliste professionnel néerlandais spécialisé dans le demi-fond. Dans cette discipline, il remporte cinq médailles aux championnats du monde, dont une médaille d'or en 1951,.

## Biographie
Jeune sprinter amateur, Pronk est remarqué par Frits Wiersma, son entraîneur, qui lui propose de faire une carrière de stayer. Il débute derrière moto, avec Wiersma, en 1937, lors de l’ouverture officielle du Stade Olympique d’Amsterdam. 
Il est sélectionné par Guus Schilling pour l'épreuve de vitesse des championnats du monde 1939 .
Le premier succès de sa carrière est remporté par Jan Pronk en 1947, lorsqu'il remporte une médaille de bronze dans la course de demi-fond des professionnels lors du championnat du monde à Paris. Dans cette compétition, il n'est devancé que par deux Français : Raoul Lesueur et Jean-Jacques Lamboley. Aux  championnats du monde organisés deux ans plus tard à Copenhague, il termine deuxième de la même compétition, ne perdant que face à l'Italien Elia Frosio. Il remporte également des médailles d'argent au championnat du monde à Liège en 1950 et au championnat du monde de Cologne en 1954.
Il remporte la médaille d'or au championnat du monde de demi-fond en 1951. Cette médaille suscite une polémique en raison de l'assistance de son compatriote Kees Bakker. À la fin de la course, Bakker, un vétéran de 35 ans à l'époque, est exactement à un tour de Pronk, qui est en tête. Puis, jusqu'à la ligne d'arrivée, Bakker roule derrière Pronk, le protégeant des attaques des concurrents,. Ces tactiques ont ensuite été interdites lors des compétitions. Il y a même des spéculations selon lesquelles Bakker a été payé par Pronk avant la course.

## Palmarès sur piste

### Championnats du monde
- Paris 1947
  -  Médaillé de bronze du demi-fond
- Copenhague 1949
  -  Médaillé d'argent du demi-fond
- Rocourt 1950
  -  Médaillé d'argent du demi-fond
- Milan 1951
  -  Champion du monde de demi-fond, entrainé par Frits Wiersma
- Cologne 1954
  -  Médaillé d'argent du demi-fond

### Championnats d'Europe
- 1948
  -  Champion d'Europe de demi-fond[7]

### Championnats des Pays-Bas
- Championnats des Pays-Bas de demi-fond : 1945, 1947[8], 1948, 1950, 1951, 1952, 1954, 1955 et 1956